# Atınç Nukan
Atınç Nukan (Fatih, 20 luglio 1993) è un calciatore turco, difensore del Bandırmaspor.

## Carriera

### Club
Cresciuto nel settore giovanile del Cekmece e successivamente del Beşiktaş, ha esordito in prima squadra nel 2010, collezionando poche presenze nel corso delle stagioni. Nella stagione 2013-2014 è stato ceduto in prestito al Dardanel, con cui ha disputato 30 partite segnando una rete.
Rientrato al Beşiktaş, ha giocato un'ulteriore stagione prima di essere acquistato, nell’estate del 2015, dal RB Lipsia in Germania. Con la formazione tedesca ha disputato 12 partite e realizzato una rete. Dal 2016 al 2018 ha fatto ritorno in prestito al Beşiktaş, con cui ha preso parte ad altre 8 partite segnando una rete.
Rientrato al Lipsia per la stagione 2018-2019, non è mai sceso in campo e nel 2019 si è trasferito a titolo definitivo al Göztepe, dove ha militato per cinque stagioni collezionando quasi 100 presenze e realizzando 10 gol.
Nel 2024 è passato al Bandırmaspor, con cui ha subito trovato spazio e la via del gol.

### Nazionale
Ha rappresentato la Turchia a livello giovanile nelle categorie U-16, U-18, U-19, U-21 e U-23. Il suo debutto con la nazionale maggiore è avvenuto nel 2015, in occasione di un’amichevole.

## Caratteristiche tecniche
Gioca come difensore centrale.

## Palmares

### Club

#### Competizioni nazionali
- Campionato turco: 1

Beşiktaş: 2016-2017